# Muzej iluzija
Muzej iluzija je franšiza muzeja čije izložbe predstavljaju razne optičke i druge iluzije. Prvi muzej u ovoj franšizi otvoren je 2015. godine u Zagrebu. Prema podacima iz svibnja 2023. g., franšiza se sastoji od 43 muzeja u 25 država.
Franšizom upravlja tvrtka Metamorfoza d.o.o., koja je od 2021. g. u većinskom vlasništvu tvrtke Invera Equity Partners.

## Povijest
Muzej su osmislili Tomislav Pamuković i Roko Živković zbog želje da se "maknu iz korporativnog okruženja i naprave nešto svoje". Navode da je koncept muzeja inspirirala američka televizijska serija Brain Games koja se emitirala na National Geographicu. Prvi muzej otvoren je u 2015. godini u Zagrebu, s time da su "od ideje do realizacije prošle dvije godine". Franšiza je započela 2016. godine otvaranjem muzeja u Zadru i u Ljubljani, Slovenija. Franšiza se kasnije proširila u više država, a najveći muzej je otvoren u rujnu 2023. godine u Las Vegasu, SAD.

## Vanjske poveznice
- Službene stranice franšize
- Službene stranice Muzeja iluzija u Zagrebu